# Meine wilden Töchter/Episodenliste
Diese Episodenliste enthält alle Episoden der US-amerikanischen Fernsehserie Meine wilden Töchter, sortiert nach der US-amerikanischen Erstausstrahlung. Zwischen 2002 und 2005 entstanden in drei Staffeln insgesamt 76 Episoden mit einer Länge von jeweils etwa 22 Minuten.

## Übersicht
| Staffel | Episodenanzahl | Erstausstrahlung USA | Erstausstrahlung USA | Deutschsprachige Erstausstrahlung | Deutschsprachige Erstausstrahlung |
| Staffel | Episodenanzahl | Staffelpremiere      | Staffelfinale        | Staffelpremiere                   | Staffelfinale                     |
| ------- | -------------- | -------------------- | -------------------- | --------------------------------- | --------------------------------- |
| 1       | 28             | 17. September 2002   | 20. Mai 2003         | 23. Januar 2004                   | 12. Juli 2004                     |
| 2       | 24             | 23. September 2003   | 18. Mai 2004         | 19. August 2004                   | 24. Juli 2005                     |
| 3       | 24             | 24. September 2004   | 15. April 2005       | 1. April 2006                     | 9. September 2006                 |

## Staffel 1
Die Erstausstrahlung der ersten Staffel erfolgte vom 17. September 2002 bis zum 20. Mai 2003 auf dem US-amerikanischen Sender ABC. Die deutschsprachige Erstausstrahlung fand vom 23. Januar bis zum 12. Juli 2004 auf dem deutschen ehemaligen Pay-TV-Sender Disney Channel statt. Im deutschsprachigen Free-TV lief die erste Staffel erstmals vom 21. Februar bis zum 19. Dezember 2004 auf ProSieben.
| Nr. (ges.) | Nr. (St.) | Deutscher Titel            | Originaltitel                               | Erstausstrahlung USA | Deutschsprachige Erstausstrahlung (D) | Regie           | Drehbuch                                                 |
| ---------- | --------- | -------------------------- | ------------------------------------------- | -------------------- | ------------------------------------- | --------------- | -------------------------------------------------------- |
| 1          | 1         | Bin ich hübsch, Dad?       | Pilot                                       | 17. Sep. 2002        | 23. Jan. 2004                         | Gil Junger      | Tracy Gamble                                             |
| 2          | 2         | Die Schäm-Dich-Wand        | Wall of Shame                               | 24. Sep. 2002        | 24. Jan. 2004                         | James Widdoes   | Mike Langworthy Idee: W. Bruce Cameron                   |
| 3          | 3         | Vierzig Prozent Rabatt     | Bridget’s First Job                         | 1. Okt. 2002         | 30. Jan. 2004                         | James Widdoes   | Bill Daly Idee: W. Bruce Cameron                         |
| 4          | 4         | Bridget am Steuer          | Wings                                       | 8. Okt. 2002         | 31. Jan. 2004                         | James Widdoes   | Bill Daly & Bonnie Kallman Idee: W. Bruce Cameron        |
| 5          | 5         | Mein kleines Mädchen       | Son-in-Law                                  | 15. Okt. 2002        | 6. Feb. 2004                          | James Widdoes   | Tracy Gamble & Martin Weiss Idee: W. Bruce Cameron       |
| 6          | 6         | Unser Dad war Cheerleader  | Cheerleader                                 | 22. Okt. 2002        | 7. Feb. 2004                          | James Widdoes   | Paul Ciancarelli & David Dipietro Idee: W. Bruce Cameron |
| 7          | 7         | Süßes oder Saures          | Trick-or-Treehouse                          | 29. Okt. 2002        | 13. Feb. 2004                         | James Widdoes   | Bonnie Kallman Idee: W. Bruce Cameron                    |
| 8          | 8         | Wie im Buch                | By the Book                                 | 5. Nov. 2002         | 14. Feb. 2004                         | James Widdoes   | Paul Ciancarelli & David Dipietro                        |
| 9          | 9         | Alle Männer sind Schweine  | Two Boys for Every Girl                     | 12. Nov. 2002        | 20. Feb. 2004                         | James Widdoes   | Bill Callahan & Philip Wen                               |
| 10         | 10        | Die Hütte am See           | Give It Up                                  | 19. Nov. 2002        | 21. Feb. 2004                         | James Widdoes   | Martin Weiss                                             |
| 11         | 11        | Psycho-Dad                 | Paul Meets His Match                        | 26. Nov. 2002        | 27. Feb. 2004                         | James Widdoes   | Bonnie Kallman & Martin Weiss Idee: Dena Waxman          |
| 12         | 12        | Ein Herz für Hunde         | All I Want for Christmas                    | 10. Dez. 2002        | 22. Mai 2004                          | James Widdoes   | Christy Jacobs White                                     |
| 13         | 13        | Intelligenzbestien         | Rory’s Got a Girlfriend                     | 17. Dez. 2002        | 28. Feb. 2004                         | James Widdoes   | Bill Daly                                                |
| 14         | 14        | Das Ende vom Braten        | Career Choices                              | 7. Jan. 2003         | 5. März 2004                          | Terry Hughes    | Amy Engelberg & Wendy Engelberg                          |
| 15         | 15        | Den Falschen geküsst       | Kerry’s Big Adventure                       | 21. Jan. 2003        | 23. Apr. 2004                         | James Widdoes   | Tracy Gamble & Martin Weiss                              |
| 16         | 16        | Herzbube mit zwei Damen    | Come and Knock on Our Door                  | 28. Jan. 2003        | 24. Apr. 2004                         | James Widdoes   | Bill Callahan & Philip Wen                               |
| 17         | 17        | Allein mit einem Musiker   | Drummer Boy (Part 1)                        | 4. Feb. 2003         | 30. Apr. 2004                         | James Widdoes   | Bill Daly                                                |
| 18         | 18        | Ab nach Ohio               | Drummer Boy (Part 2)                        | 11. Feb. 2003        | 7. Mai 2004                           | James Widdoes   | Janis Hirsch                                             |
| 19         | 19        | Schlappen-Dad              | Cool Parent                                 | 18. Feb. 2003        | 8. Mai 2004                           | James Widdoes   | Paul Ciancarelli & David Dipietro                        |
| 20         | 20        | Voll erwischt!             | Every Picture Tells a Story                 | 25. Feb. 2003        | 14. Mai 2004                          | Mark Cendrowski | David Flebotte                                           |
| 21         | 21        | Pudding umsonst            | Kerry’s Video                               | 11. März 2003        | 15. Mai 2004                          | Terry Hughes    | Bonnie Kallman                                           |
| 22         | 22        | Ein wildes Mädel           | Good Moms Gone Wild                         | 25. März 2003        | 4. Juli 2004                          | James Widdoes   | Bill Callahan & Philip Wen                               |
| 23         | 23        | Die Karrierefrau           | Career Woman                                | 28. März 2003        | 5. Juli 2004                          | Mark Cendrowski | Rosalind Moore                                           |
| 24         | 24        | Die Mädchen-Mafia          | Queen Bees and King Bees                    | 8. Apr. 2003         | 6. Juli 2004                          | James Widdoes   | Martin Weiss                                             |
| 25         | 25        | Das Mehlsack-Baby          | Bake Sale                                   | 29. Apr. 2003        | 7. Juli 2004                          | James Widdoes   | Kim Friese                                               |
| 26         | 26        | Die doofen Doyles          | The Doyle Wedding                           | 6. Mai 2003          | 8. Juli 2004                          | Lynn McCracken  | Rosalind Moore                                           |
| 27         | 27        | Mein jungfräulicher Freund | Sort of an Officer and a Gentleman (Part 1) | 13. Mai 2003         | 11. Juli 2004                         | James Widdoes   | Heather MacGillvray & Linda Mathious                     |
| 28         | 28        | Wer ist hier schwanger     | Sort of an Officer and a Gentleman (Part 2) | 20. Mai 2003         | 12. Juli 2004                         | James Widdoes   | Janis Hirsch & Bonnie Kallman                            |

## Staffel 2
Die Erstausstrahlung der zweiten Staffel erfolgte vom 23. September 2003 bis zum 18. Mai 2004 auf dem US-amerikanischen Sender ABC. Die deutschsprachige Erstausstrahlung der Episoden 1 sowie 3 bis 20 fand vom 19. August 2004 bis zum 28. Januar 2005 auf dem deutschen ehemaligen Pay-TV-Sender Disney Channel statt. Die deutschsprachige Erstausstrahlung der Episoden 2 sowie 21 bis 24 erfolgte vom 9. Januar bis zum 24. Juli 2005 auf dem Free-TV-Sender ProSieben.
| Nr. (ges.) | Nr. (St.) | Deutscher Titel              | Originaltitel                                       | Erstausstrahlung USA | Deutschsprachige Erstausstrahlung (D) | Regie          | Drehbuch                                |
| ---------- | --------- | ---------------------------- | --------------------------------------------------- | -------------------- | ------------------------------------- | -------------- | --------------------------------------- |
| 29         | 1         | Morgens um sieben            | Premiere                                            | 23. Sep. 2003        | 19. Aug. 2004                         | James Widdoes  | Tracy Gamble                            |
| 30         | 2         | Sex in Europa                | Sex Ed                                              | 30. Sep. 2003        | 9. Jan. 2005                          | Robby Benson   | Gayle Abrams                            |
| 31         | 3         | Folge deinem Herzen!         | Donny Goes AWOL                                     | 7. Okt. 2003         | 23. Aug. 2004                         | Robby Benson   | Seth Kurland                            |
| 32         | 4         | Abendessen im Himmel         | Goodbye (Part 1)                                    | 4. Nov. 2003         | 24. Aug. 2004                         | James Widdoes  | David Flebotte & Martin Weiss           |
| 33         | 5         | Dads letzter Artikel         | Goodbye (Part 2)                                    | 4. Nov. 2003         | 25. Aug. 2004                         | James Widdoes  | Tracy Gamble & Bonnie Kallman           |
| 34         | 6         | Nichts ist normal            | No Right Way                                        | 11. Nov. 2003        | 26. Aug. 2004                         | James Widdoes  | Gayle Abrams                            |
| 35         | 7         | Mit Herz dabei               | What Dad Would Want                                 | 18. Nov. 2003        | 29. Aug. 2004                         | James Widdoes  | Bill Daly                               |
| 36         | 8         | Der Mann im Haus             | The First Thanksgiving                              | 25. Nov. 2003        | 10. Nov. 2004                         | James Widdoes  | Bonnie Kallman                          |
| 37         | 9         | Die Hauptrolle               | Merry Christmas: The Story of Anne Frank and Skeevy | 23. Dez. 2003        | 6. Nov. 2004                          | James Widdoes  | Tracy Gamble & Bonnie Kallman           |
| 38         | 10        | Im Badeanzug auf dem Thron   | YMCA                                                | 6. Jan. 2004         | 8. Nov. 2004                          | James Widdoes  | Donald Beck & Bonnie Kallman            |
| 39         | 11        | Küssen üben!                 | Get Real                                            | 13. Jan. 2004        | 9. Nov. 2004                          | James Widdoes  | Seth Kurland & Ric Swartzlander         |
| 40         | 12        | Der geklaute Hund            | Consequences                                        | 27. Jan. 2004        | 11. Nov. 2004                         | James Widdoes  | Bill Callahan                           |
| 41         | 13        | Aspirin aus Kanada           | Opposites Attract (Part 1)                          | 10. Feb. 2004        | 1. Jan. 2005                          | James Widdoes  | Gayle Abrams                            |
| 42         | 14        | Ich liebe einen Streber      | Opposites Attract (Part 2)                          | 17. Feb. 2004        | 7. Jan. 2005                          | James Widdoes  | Paul Ciancarelli & David Dipietro       |
| 43         | 15        | Echte Männer warten nicht    | Opposites Attract: Part 3: Night of the Locust      | 24. Feb. 2004        | 8. Jan. 2005                          | James Widdoes  | Bill Callahan & Bill Daly               |
| 44         | 16        | Daddy’s Girl                 | Daddy’s Girl                                        | 2. März 2004         | 15. Jan. 2005                         | James Widdoes  | Dave Flebotte & Tracy Gamble            |
| 45         | 17        | Ein Haufen fauler Säcke      | Mall in the Family                                  | 16. März 2004        | 21. Jan. 2005                         | James Widdoes  | Tamiko K. Brooks & Christy Jacobs White |
| 46         | 18        | Fahr einfach weiter!         | Let’s Keep Going (Part 1)                           | 30. März 2004        | 14. Jan. 2005                         | James Widdoes  | Martin Weiss                            |
| 47         | 19        | Das schärfste Ding auf Erden | Let’s Keep Going (Part 2)                           | 6. Apr. 2004         | 22. Jan. 2005                         | James Widdoes  | Martin Weiss                            |
| 48         | 20        | Bier und Socken              | C.J.’s Party                                        | 20. Apr. 2004        | 28. Jan. 2005                         | James Widdoes  | Paul Ciancarelli & David Dipietro       |
| 49         | 21        | Champagner ans Bett          | Mother’s Day                                        | 4. Mai 2004          | 3. Juli 2005                          | Pat Doak       | Grant Nieporte & Robert Spina           |
| 50         | 22        | Die schärfste Schwester      | The Principal                                       | 11. Mai 2004         | 10. Juli 2005                         | Lynn McCracken | Seth Kurland                            |
| 51         | 23        | Auswärtsspiel für Opa        | Finale, Part Un                                     | 18. Mai 2004         | 17. Juli 2005                         | James Widdoes  | Bonnie Kallman & Martin Weiss           |
| 52         | 24        | Date bleibt Date             | Finale, Part Deux                                   | 18. Mai 2004         | 24. Juli 2005                         | James Widdoes  | Bill Callahan & Bill Daly               |

## Staffel 3
Die Erstausstrahlung der dritten Staffel erfolgte vom 24. September 2004 bis zum 15. April 2005 auf dem US-amerikanischen Sender ABC. Die deutschsprachige Erstausstrahlung fand vom 1. April bis zum 9. September 2006 auf dem deutschen Free-TV-Sender ProSieben statt.
| Nr. (ges.) | Nr. (St.) | Deutscher Titel                    | Originaltitel           | Erstausstrahlung USA | Deutschsprachige Erstausstrahlung (D) | Regie          | Drehbuch                                         |
| ---------- | --------- | ---------------------------------- | ----------------------- | -------------------- | ------------------------------------- | -------------- | ------------------------------------------------ |
| 53         | 1         | Duschen mit den Jungs              | First Day of School     | 24. Sep. 2004        | 1. Apr. 2006                          | James Widdoes  | Kathy Ann Stumpe                                 |
| 54         | 2         | Sein Name ist Bruno                | Changes                 | 1. Okt. 2004         | 8. Apr. 2006                          | James Widdoes  | Seth Kurland                                     |
| 55         | 3         | Ein Wort mit „J“                   | School Nurse            | 8. Okt. 2004         | 15. Apr. 2006                         | James Widdoes  | Rob Hanning                                      |
| 56         | 4         | Frau im Kasten                     | Out of the Box          | 15. Okt. 2004        | 22. Apr. 2006                         | James Widdoes  | Martin Weiss                                     |
| 57         | 5         | Die Süße von der Tankstelle        | Car Trouble             | 22. Okt. 2004        | 29. Apr. 2006                         | James Widdoes  | Hayes Jackson                                    |
| 58         | 6         | Rory und die Village People        | Halloween               | 29. Okt. 2004        | 6. Mai 2006                           | Lynn McCracken | Steve Baldikoski & Bryan Behar                   |
| 59         | 7         | Mutter, nicht Frau!                | Coach                   | 5. Nov. 2004         | 13. Mai 2006                          | James Widdoes  | Laurie Gelman                                    |
| 60         | 8         | Apfel mit Käsekuchen               | Secrets                 | 12. Nov. 2004        | 20. Mai 2006                          | James Widdoes  | Bonnie Kallman                                   |
| 61         | 9         | Wie war das eigentlich?            | Thanksgiving Guest      | 26. Nov. 2004        | 27. Mai 2006                          | James Widdoes  | Tamiko K. Brooks & Rob Hanning Idee: Dena Waxman |
| 62         | 10        | Der falsche Look                   | Vanity Unfair           | 3. Dez. 2004         | 3. Juni 2006                          | James Widdoes  | Paul Ciancarelli & David Dipietro                |
| 63         | 11        | Tennisschläger und schlechte Noten | Princetown Girl         | 10. Dez. 2004        | 10. Juni 2006                         | James Widdoes  | Tamiko K. Brooks                                 |
| 64         | 12        | Weihnachten in Vegas               | A Very C.J. Christmas   | 17. Dez. 2004        | 17. Juni 2006                         | James Widdoes  | Kathy Ann Stumpe                                 |
| 65         | 13        | Girlie mit Gipsbein                | The Sub                 | 7. Jan. 2005         | 24. Juni 2006                         | James Widdoes  | Steve Baldikoski & Bryan Behar                   |
| 66         | 14        | Alles ganz natürlich               | C.J.’s Temptation       | 7. Jan. 2005         | 1. Juli 2006                          | James Widdoes  | Steve Baldikoski & Bryan Behar                   |
| 67         | 15        | Wilde Zeiten                       | Old Flame               | 14. Jan. 2005        | 8. Juli 2006                          | James Widdoes  | John Peaslee & Judd Pillot                       |
| 68         | 16        | Ich ruf Dich an!                   | Closure                 | 21. Jan. 2005        | 15. Juli 2006                         | James Widdoes  | Seth Kurland                                     |
| 69         | 17        | Volley-Balla-Balla                 | VolleyBrawl             | 28. Jan. 2005        | 22. Juli 2006                         | Barnet Kellman | Hayes Jackson                                    |
| 70         | 18        | Ein voll verrückter Feiertag       | Freaky Friday           | 4. Feb. 2005         | 29. Juli 2006                         | James Widdoes  | W. Bruce Cameron                                 |
| 71         | 19        | Total moralisch                    | Torn Between Two Lovers | 11. Feb. 2005        | 5. Aug. 2006                          | James Widdoes  | John Peaslee & Judd Pillot                       |
| 72         | 20        | Wahre Größe                        | C.J.’s Real Dad         | 18. Feb. 2005        | 12. Aug. 2006                         | James Widdoes  | Rob Hanning                                      |
| 73         | 21        | Die Party danach                   | The After Party         | 4. März 2005         | 19. Aug. 2006                         | Patricia Doak  | Grant Nieporte & Robert Spina                    |
| 74         | 22        | Immer auf die Kleinen              | The Teachers Lounge     | 1. Apr. 2005         | 26. Aug. 2006                         | James Widdoes  | Paul Ciancarelli & David Dipietro                |
| 75         | 23        | Nichts passiert!                   | The Sleepover           | 8. Apr. 2005         | 2. Sep. 2006                          | James Widdoes  | John Peaslee & Judd Pillot                       |
| 76         | 24        | Der Tag der Ziege                  | Ditch Day               | 15. Apr. 2005        | 9. Sep. 2006                          | James Widdoes  | Jeremiah Leibowitz                               |